# فهد البناي
فهد البناي (25 فبراير 1988 -)، ممثل كويتي.

## عن حياته
هو ابن المغني محمد البناي بدأ العمل الفني في عام 2001 وذلك من خلال المشارك في اوبريت مع الفنانة حياة الفهد والفنان أحمد الصالح. بدايته الفعلية كانت في سنة 2007 عندما شارك في مسرحية «حاميها حراميها» مع الفنان طارق العلي. انضم في 2011 إلى مجموعة «ستيج قروب» الذي يديرها الفنان محمد الحملي. وفي سنة 2014 انضم إلى «قروب البلام» الذي يديره الفنان حسن البلام. متزوج وأب لولد وبنت «صقر وتاليا».

## أعماله

### في التلفزيون
| سنة الإنتاج    | اسم المسلسل         | الشخصية |
| -------------- | ------------------- | --- |
| 2004           | الشقردي             | أحمد الصالح، جمال الردهان، هدى حسين |
| 2005           | زينة الحياة         | جاسم النبهان، جمال الردهان، محمد العجيمي، جاسم الصالح، هند البلوشي، حمد العماني، ملاك الصراف                                                                                  |
| 2007           | وحيد والمخبرين      | عبد الرحمن العقل، ولد الديرة، إنتصار الشراح، بدرية أحمد، منى البلوشي، سمير القلاف، هبة سليمان                                                                                 |
| 2008           | عائلتي              | أحمد السلمان، إلهام الفضالة، عبد الله بوشهري، بدر الشعيبي، شجون الهاجري |
| 2008 2009 2010 | أم سعف - ثلاث اجزاء | طارق العلي، هيا الشعيبي، سماح |
|                |                     | |
| 2009           | قلوب حائرة          | هدى الخطيب، منى شداد، شهاب حاجيه، خالد العجيرب، غرور، أمل عباس |
| 2009           | طول بالك - برنامج   | طارق العلي، شهاب حاجيه، هيا الشعيبي، أحمد الفرج، زهرة الخرجي، خالد البريكي، هاني الطباخ، محمد باش                                                                             |
| 2010           | عواطف               | حياة الفهد، عبد الرحمن العقل، منى شداد، مرام |
| 2010           | زمن مريان           | طارق العلي، جمال الردهان، منى شداد، أمل عباس، هند البلوشي، محمد العجيمي، خالد العجيرب، محمد الحملي، عبد الإمام عبد الله                                                       |
| 2011           | جفنات العنب         | جاسم النبهان، إبراهيم الحربي، منى شداد، شيماء علي، يعقوب عبد الله، منصور المنصور، حبيب غلوم                                                                                   |
| 2012           | حلفت عمري           | هدى حسين، عبير الجندي، منى شداد، مريم الصالح، حسين المنصور، أمل عباس، غرور |
| 2013           | الوداع              | غازي حسين، إبراهيم الحساوي، هند البلوشي، محمد جابر، محمود بوشهري، أمل عباس، هيا عبد السلام، عبد الله بهمن، غرور                                                               |
| 2013           | اول الصبح           | باسمة حمادة، لطيفة المجرن، سليمان الياسين، أسامة المزيعل، عبد الإمام عبد الله، لمياء طارق، شهد الياسين، شهد، خالد البريكي، مريم حسين، فاطمة الطباخ، نور الغندور               |
| 2013           | لن اطلب الطلاق      | هدى حسين، إبراهيم الحربي، خالد امين، سحر حسين، هنادي الكندري، فهد باسم، فهد البناي                                                                                            |
| 2013           | سر الهوى            | عبد الرحمن العقل، زهرة الخرجي، طيف، عبد الإمام عبد الله، فاطمة الصفي، محمد صفر، ليلى عبد الله، شجون الهاجري، يوسف البلوشي، اسيل عمران، فهد باسم، محمد الدوسري، عبد الله الزيد |
| 2013           | إلين اليوم          | إبراهيم الحربي، إلهام الفضالة، أحمد السلمان، شفيقة يوسف، سلمى سالم، هيا عبد السلام، ملاك، فؤاد علي، ياسه                                                                      |
| 2013           | سوق الحريم          | سعاد علي، إلهام الفضالة، فخرية خميس، محمد جابر، شهاب حاجية |
| 2014           | مسكنك يوفي          | إلهام الفضالة، باسم عبد الأمير، حمد العماني، هيا عبد السلام، فؤاد علي، فاطمة الصفي، هيا عبد السلام، فؤاد علي، ريم ارحمه                                                       |
| 2014           | لمحات               | سعد الفرج، أسمهان توفيق، جمال الردهان، باسمة حمادة، هدى الخطيب، سمير القلاف                                                                                                   |
| 2015           | بقايا ألم           | غازي حسين، أحمد السلمان، فاطمة الحوسني، شيماء علي، غرور، نواف النجم |
| 2015           | إنكسار الصمت        | إنتصار الشراح، فخرية خميس، عبد الله الباروني، شمعة محمد، فاطمة عبد الرحيم |
| 2015           | يوميات بو رعد 2     | مبارك المانع، نورة العميري، سلطان الفرج، يوسف البلوشي |
| 2015           | حارش وارش           | حسن البلام، أحمد العونان، عبد الناصر درويش، فوز الشطي، ميس كمر |
| 2016           | حريم أبوي           | نور، إنتصار الشراح، شهد سلمان، هيفاء حسين، سعاد علي |
| 2016           | قلوب لا تتوب        | محمد المنصور، باسمة حمادة، مشاري البلام، محمود بوشهري، عبير أحمد، ميس حمدان                                                                                                   |
| 2016           | درب العرايس         | عبد الرحمن العقل، إبراهيم الحربي، طيف، محمد العجيمي |
| 2017           | سيل وهيل            | حسن البلام، انتصار الشراح، عبد الناصر درويش، شهد الياسين |
| 2017           | نهاية حلم           | انتصار الشراح، عبد الله بوشهري، خالد البريكي، أحمد السلمان، أمل العوضي، ملاك                                                                                                  |
| 2018           | خذيت من عمري وعطيت  | محمد جابر، انتصار الشراح، لمياء طارق، محمود بوشهري، حمد العماني، صمود |
| 2018           | بلوك غشمرة          | انتصار الشراح، حسن البلام، أحمد العونان، عبد الله الخضر، إلهام علي، محمد الحملي، مبارك المانع                                                                                 |
| 2018           | كبروها              | أحمد العونان، عبد الله الخضر، خالد العجيرب |
| 2020           | المجانين            | |
| 2020           | كسرة ظهر            | |
| 2021           | الروح والرية        | |
| 2021           | كف ودفوف            | هدى حسين ، خالد البريكي ، شيماء علي ، لولوة الملا |
| 2022           | الرهائن             | |
| 2022           | زواج إلا ربع        | |

### في المسرح
| سنة الإنتاج | المسرحية              | الشخصية |
| ----------- | --------------------- | --- |
| 2007        | حاميها حراميها        | هيا الشعيبي، خالد البريكي، طارق العلي |
| 2008        | خاربه خاربه           | عبد الرحمن العقل، هيا الشعيبي، شهاب حاجيه، طارق العلي |
| 2009        | أبو سارة في العمارة   | هيا الشعيبي، شهاب حاجيه، طارق العلي |
| 2010        | بخيت وبخيته           | جمال الردهان، هيا الشعيبي، شهاب حاجيه، خالد العجيرب، طارق العلي |
| 2011        | عودة شيزبونة          | أحلام حسن، أحمد إيراج، هبة الدري، حسين المهدي، بثينة الرئيسي، محمد الحملي                                                                                            |
|             | مدينة التفاح.         | بدر الشعيبي، عبد الله عباس |
| 2012        | لولاكي 3              | عبد الرحمن العقل، أحمد الفرج، هبة الدري، نورة العميري، محمد الحملي، مبارك المانع                                                                                     |
| 2012        | أحلام سعيدة           | بثينة الرئيسي، نورة العميري، فهد باسم، محمد الحملي |
| 2013        | رعب في فيلجا          | عبد الرحمن العقل، انتصار الشراح، فوز الشطي، ناصر البلوشي، بدور عبدالله، نواف القطان                                                                                  |
| 2013        | البنات والطنطل        | هدى حسين، عبد الله الطليحي، على الحسيني |
| 2013        | محبوبة                | نورة العميري، حلا الترك، فهد باسم، يوسف البلوشي، طلال باسم |
| 2014        | عالم أوز عودة التجنيد | هيا عبد السلام، فؤاد علي، فهد باسم، فرح الصراف، عبد الله عباس، ناصر عباس، محمد العلوي، يوسف الحشاش حسن البلام، جمال الردهان، عبدالعزيز النصار، مبارك المانع، بو غازي |
| 2015        | كشته                  | حسن البلام، مشاري البلام، أحمد العونان، سامي مهاوش، فوز الشطي، منى حسين، عبدالعزيز النصار، ميثم الحسيني، ريتاج العلي                                                 |
| 2015        | مر يا حلو             | حسن البلام، مشاري البلام، أحمد العونان، فوز الشطي، منى حسين، عبدالعزيز النصار، ميس كمر، مبارك المانع، محمد الرمضان، ميثم الحسيني، عبدالله الخضر                      |
| 2015        | حكاية سنفور           | محمد الحملي، عبدالعزيز النصار، نوف السلطان |
| 2015        | ينانوة جليعة          | انتصار الشراح، عبدالعزيز النصار، مبارك المانع |
| 2016        | فهود والمصبح المفقود  | |
| 2016        | وحيدا في المنزا       | |
| 2016        | الحكم لكم             | محمد الرمضان، حسن البلام، أحمد العونان، عبدالعزيز النصار، منى حسين، زهرة عرفات، مبارك المانع، عبد الله البدر، مشاري البلام                                           |
| 2017        | عطالي بطالي           | محمد الرمضان، حسن البلام، أحمد العونان، نوف السلطان، عبدالعزيز النصار، مبارك المانع                                                                                  |
| 2017        | جامعة وادرين          | طارق خالد الحربي، محمد الرمضان، أحمد العونان، حسن البلام، مبارك المانع، سلطان الفرج، عبدالعزيز النصار                                                                |
| 2017        | مبروك ما ياكم         | حسن البلام، عبدالعزيز النصار، أحمد العونان، عبد الله البدر، محمد الرمضان، مبارك المانع، زهرة عرفات، ريم إرحمه                                                        |
| 2018        | العظماء السبعة        | حسن البلام، عبدالعزيز النصار، أحمد العونان، عبد الله البدر، محمد الرمضان، مبارك المانع، زهرة عرفات، لولوه الملا                                                      |
| 2021        | قحفية وغترة وعقال     | حسن البلام، احمد العونان، عبدالعزيز النصار، خالد المظفر، فهد البناي، زهرة عرفات                                                                                      |
| 2022        | سوبر ماركت            | |
| 2022        | حلالكم دلالكم         | |

## روابط خارجية
- فهد البناي على موقع قاعدة بيانات الأفلام العربية